# Расінг (Люксембург)
Расінг — люксембурзький футбольний клуб зі столиці країни, заснований 12 травня 2005 об'єднанням футбольних клубів «Спора», «Уніон» і «Альянс 01». У цей час виступає в Національному дивізіоні. 
Основні кольори клубу чорно-білі. Домашні матчі проводить на стадіоні Стад де ла Фронтьєр, який вміщує 5 400 глядацьких місць.

## Досягнення
- віцечемпіон Люксембургу: 1
  - 2007-08
- Володар Кубка Люксембургу: 2
  - 2017-18, 2021-22